# 博尔温都尔苏木
博爾溫都爾（羅馬化：Bor-Öndör）是蒙古肯特省的一个苏木，位於該國東部，面積144平方公里，海拔高度約1,300米，主要經濟活動是氟礦業，2010年人口9,298。
46°15′21″N 109°25′30″E / 46.25583°N 109.42500°E